# Muldestausee
Muldestausee est une commune de l'arrondissement d'Anhalt-Bitterfeld en Saxe-Anhalt, en Allemagne. Elle a été créée le 1er janvier 2010 dans le cadre de la réforme communale en Saxe-Anhalt. Sur le territoire de la commune se trouve le lac de barrage Muldestausee dont elle a hérité le nom.

## Quartiers
| - Burgkemnitz - Friedersdorf - Gossa - Gröbern - Krina - Mühlbeck - Muldenstein | - Plodda - Pouch - Rösa - Schlaitz - Schmerz - Schwemsal |

## Personnalités liées à la ville
- Gottfried Kirchhoff (1685-1746), compositeur né à Mühlbeck.